# Ichiya Kumagae
Ichiya Kumagae (n. 10 septembrie 1890, Omuta, Fukuoka, Japonia – d. 16 august 1968, Kamakura, Japonia) a fost un jucător de tenis japonez, medaliat olimpic. A participat la o ediție a Jocurilor Olimpice (1920) în care a câștigat două medalii de argint.